# Блас Перес
Блас Перес (ісп. Blas Pérez, нар. 13 березня 1981, Панама) — панамський футболіст, нападник клубу «Ванкувер Вайткепс».
Виступав, зокрема, за клуб «Даллас», а також національну збірну Панами.

## Клубна кар'єра
Народився 13 березня 1981 року в місті Панама. Вихованець юнацьких команд футбольних клубів столиці Панами.
У дорослому футболі дебютував 2001 року виступами за команду клубу «Арабе Унідо», в якій провів один сезон, взявши участь у 36 матчах чемпіонату.
Згодом з 2002 по 2008 рік грав у складі команд клубів «Насьйональ», «Енвігадо», «Сентаурос Вільявісенсіо», «Депортіво Калі», «Кукута Депортіво», «Еркулес», «УАНЛ Тигрес».
З 2009 по 2011 перебував в оренді в наступних клубах: «Пачука», «Аль-Васл», «Сан-Луїс», «Леон» та «Індіос».
До складу «Далласа» приєднався 2012 року. Відіграв за команду з Далласа наступні чотири сезони своєї ігрової кар'єри. Більшість часу, проведеного у складі «Далласа», був основним гравцем атакувальної ланки команди. У складі «Далласа» був одним з головних бомбардирів команди, маючи середню результативність на рівні 0,37 голу за гру першості.
До складу клубу «Ванкувер Вайткепс» приєднався 2016 року. Відтоді встиг відіграти за команду з Ванкувера 9 матчів в національному чемпіонаті.

## Виступи за збірну
2001 року дебютував в офіційних матчах у складі національної збірної Панами. Наразі провів у формі головної команди країни 106 матчів, забивши 41 гол.
У складі збірної був учасником п'яти розіграшів Золотого кубка КОНКАКАФ: 2007, 2009, 2011, 2013 (друге місце), а також 2015 року (бронзові нагороди). Брав участь у розіграші Кубка Америки 2016 року в США. Після останнього турніру кількість матчів Гомеса у формі збірної сягнула 126, що є рекордом національної команди Панами. Учасник розіграшу Кубка Америки 2016 року в США.
Наприкінці 2015 року провів свою соту гру за національну команду Панами.

## Титули і досягнення

### Клубні
- «Депортіво Калі»

Чемпіон Колумбії (1): 2005
- «Кукута Депортіво»

Чемпіон Колумбії (1): 2006

### Збірні
- Срібний призер Золотого кубка КОНКАКАФ: 2013
- Бронзовий призер Золотого кубка КОНКАКАФ: 2015